# 柑子區
柑子區，是四川省鄰水縣下轄的一個區級行政單位.

## 沿革[1]
1949年12月，柑子區人民政府成立，駐地柑子鄉場鎮，下轄柑子、普新、龍安、觀音、復興5個鄉。1950年7月，柑子區公所改稱第六區公所。1951年6月，第六區公所改稱第十區公所，下轄柑子、普新、龍安3個鄉。1952年8月，第十區公所改稱第十一區公所。1953年2月，第十一區公所增轄太和、新鎮兩個鄉。9月，又增轄涼橋、團壩兩個鄉。1955年3月，第十一區公所改稱第五區公所。1956年1月，第五區公所改稱柑子區公所。下轄柑子、龍安、新鎮、普新、觀音、復興6個鄉(1958年9月改稱人民公社)。1966年5月。文革開始後，柑子區公所工作受到干擾。1967年上海「一月風暴」後，區公所無法堅持工作，處於半癱瘓狀態。3月，在區人武部主持下，建立了柑子區生產辦公室，代行區公所職能。文革初期，柑子區公所工作受到干擾．其職能被區生產辦公室代替。1969年12月4日，經達縣地革委批准，柑子區革命領導小組成立，實行一元化領導。「文化大革命」剛結束時，各項工作還未完全理順，柑子區革組仍然履行著行政領導職能。1978年5月，經地委批准，撤銷柑子區革組，建立柑子區公所，並任命了正、副區長。1983年12月機構改革時，柑子區公所領導班子進行了調整充實。